# Ruden (ø)
 For alternative betydninger, se Ruden. (Se også artikler, som begynder med Ruden)
Ruden er en ø i Peenestroms munding som er en del Mecklenburg-Vorpommerns tilhørende Østersøkyst. Ruden befinder sig på den sydligste ende af dybet Greifswalder Boddenrandschwelle, resten af en randmorænes ryg. Gennem Boddenrandschwellen forløber sejlrenden Landdyb mod nord for øen og Østdyb syd for øen. Forvaltningsteknisk hører øen til kommunen Kröslin. Navnet „Ruden“ blev første gang nævnt på skrift i 1618. Øen har tidligere været beboet og er nu et naturreservat under den tyske naturbeskyttelsesforening "Verein Jordsand".
Den flade ø er fra nord til syd 2,3 kilometer lang. Øens maksimale bredde er 395 meter, og dens areal er på 24 hektar. Den sydlige del med en længde på 1,33 kilometer er flere steder kun 5 til 6 meter bred, og er på den sandede halvøs bredeste sted 40 meter (mere en sandbanke), som er beskyttet af sten og stenhøfder. På hovedøens sydlige ende står et 20 meter højt murstenstårn, der blev bygget som observations- og målingstårn til Peenemündes V1 og V2-raketter. Fra tårnet er der kun 1,9 kilometer til Peenemündes kyst på øen Usedom.

## Historie
Navnet „Ruden“ kommer formodentlig af det slaviske ord Rudin“ eller „rotŭ“ for Rodeland, også „ruda“ for jernmalm kunne være en mulighed. Eine Herleitung aus dem germanischen „Rud-ön“ (von rod = Wurzel oder entwurzeln, roden) ist nicht ausgeschlossen.
Navnet „Ruden“ blev øen blev første gang betegnet i det pommerske landkort "Lubinsche Karte" fra 1618.
Fra 1254 nævnes „portus ruden“, som den første skriftlige dokumentation. Men det er uklart, i hvilken form der bestod en adgang ("portus") til Greifswald eller Stralsund. Ifølge den lokale litteratur ødelagde en stormflod på allehelgensdag i 1304 en tidligere bestående landforbindelse fra Ruden til Rügens tilhørende halvø Mönchgut. En historie, der blev pyntet på med sagn og fortællinger. Det meddeles i to stralsunder kronikker fra det 15. århundrede, at denne stormflod dannede sejlrenden Neues Tief, senere kaldet Westertief, som er blevet benyttet indtil ind i det 19. århundrede. Senere blev denne overlevering om en adskillelse af Ruden fra Rügen misforstået.En ny undersøgelse viste at en landforbindelse mellem Rügen og Ruden i middelalderen var mulig.
Siden det 17. århundrede benyttede danskerne og svenskerne Ruden som told og lodstation. Efter Den Store Nordiske Krig hørte øen sandsynligvis til Svensk Forpommern. Det viser en plan over en befæstning af øen fra 1730. Sandsynligvis blev befæstningsarbejdet ikke udført, da der ingen rester af den er fundet på øen.
1865 var der på Ruden fem familier med i alt 38 indbyggere. Der var en skole, fem huse, lodstårne og 12 landejendomme.
I det følgende århundrede blev øen på grund af haverosion mindre. Særlig gik det ud over nordkysten, som i de sidste 200 år er trukket omkring 800 til 900 meter tilbage. Det bortskyllede materiale lagde sig heldigvis på øens sydlige del og dannede den karakteristiske krog, der indtil slutningen af det 19. århundrede havde en længde på omkring 1,3 kilometer. Under Stormfloden 1872 blev cirka 23 meter af øens østkyst bortskyllet. Husene stod under godt en meter vand. Kvæget blev kun reddet, fordi man drev dem op på loftsrummene. Formodentlig på grund af stormfloden lukkede skolen og åbnede først igen 1890. I slutningen af det 19. århundrede blev krogen revet i to dele. 1877 opstod der et 400 meter langt naturstendige ved øens nordkyst. Derefter begyndte man fra 1894 at anlægge et beskyttelsesdige, for at bevare øen som et lodsstøttepunkt. Efter en storm med højvande i 1904, hvor følgen igen blev tabt land, blev beskyttelsesdigerne igen forstærket. Derved blev et stort område med klitter ødelagt og 70 år gamle træer væltede. For at forhindre sandflugt, forsøgte man at plante klitfyr, der også skulle fungere som vindbeskyttelse. Det var det første forsøg på langt sigt at redde øen. På dette tidspunkt boede der 88 personer på øen. 1905 begyndte arbejdet med at forstærke den sydlige krog. En dæmning beskytter den nordlige del af øen og mod syd forhindrer indbragte store sten en truende erosion.
I november 1900 blev der opført en kystredningsstation med et slæbested. På skinner kunne en redningsbåd sættes ud i Østersøen. Indtil 1942 blev i alt 36 personen reddet, før stationen formodentlig i forbindelse med bygningen af målingstårnet blev nedlagt.
1907 anbefalede Greifswalds Universitet, at indføre drikkevandet fra fastlandet, på grund af øens brøndes dårlige vandkvalitet. 1908 blev der bygget et bassin af beton til opfangning af regnvandet og det blev filtreret ved hjælp af et 15 cm tykt lag grus. 1912 blev der bygget en cisterne (også kaldet højdebeholder).
Siden 1924 var der regelmæssig postforbindelse med fastlandet. Den tidligere fisker Karl Knepel fra Freest forsynede beboerne med post. Under overfarten var han som regel alene på havet, af og til tog han skorstensfejeren med.

## Øens benyttelse
Svenskerne oprettede 1648 en lodsstation på øen, senere benyttede danskerne og tyskerne øen som grænse- told- og lodsstation for sejlrenden til Peenestrom. Denne vandvej var indtil bygningen i 1880 af Swinekanalen (nu Kanał Piastowski) den vigtigste indsejling til floden Oder og til og fra Stettin. Den lange og smalle sejlrende gjorde at skibene havde brug for lodshjælp. Det første trætårn blev opført i 1850erne og blev nedtaget den 15. oktober 1861. Det blev 1903 erstattet af et tårn af stål.
Under den anden verdenskrig opførte den tyske værnemagt i 1941 på Ruden et flyveobservationstårn, med en Kinotheodolit (hastighedsmåler for missiler), hvor man målte og observerede V1 og V2-raketternes hastighed og retning, der blev affyret fra hærforsøgsstationen Peenemünde. Efter Royal Air Force luftangreb på Peenemünde blev der ved øens sydlige ende, lige før molen, stationeret et flakbatteri. Ifølge øjenvidner skød de i tiden mellem 19. maj og september 1944 i alt ti Boeing B-17 ned med deres luftartillerikanoner. Fra september 1943 til november 1944 blev et luftværnsartilleriskib uden egen kraft sat for anker ved siden af øen. Krydseren (4400 BRT) var bestykket med 8 store og 21 mindre artillerikanoner. I tiden under DDR benyttede DDR's grænsestyrkerne tårnet til at forhindre "Republikflucht". 1972 blev lodsstationen lukket. Fra dette tidspunkt indtil lukningen af grænsestationen i 1990 var cirka 20 grænsesoldater fast stationeret på Ruden.
Ruden har siden 1993 været en del af „Naturpark Insel Usedom“.
Fra øens sydlige mole høfderne og sandbankerne raster tusinder af skarver fra yngleområdet Peenemünder Haken, midt på molen er der et 20 m bredt område der er en fast rasteplads for havørne, som holder sig en god afstand fra skarverne. På øen lever der også to ræve, flere havoddere og alt efter årstiden tusinder af trækfugle og talrige vand- og ynglefugle, derunder snespurv og havlit.
Ægteparret Ulla Toth Conrad Marlow boede 2004 til 2015, hvor de var havnemester og opsynsmand, derefter overtog naturbeskyttelsesforeningen "Verein Jordsand" plejen og opsynet af øen, som også er aktiv på naboøen Greifswalder Oie.
Rudens havn var indtil 2016 anløbet af lystbåde og udflugtsskibe. Øens eneste beboere et ægtepar guidede de tusinder af besøgende. Siden marts 2016 er havnens anlæg i en dårlig stand. Havnen har derfor midlertidigt ikke tilladelse til at modtage udflugtsskibe og lystbåde.
- Øen set fra sydøst
- En gård på øen
- Det tidligere målingstårn - nu museum
- Lodstårnet fra 1903
- Øens havn
- Sti til øens sydspids